# Восточное сельское поселение (Хабаровский край)
Восто́чное се́льское поселе́ние — муниципальное образование в Хабаровском районе Хабаровского края Российской Федерации. Образовано в 2004 году. 
Административный центр — село Восточное. 

## Население
| 2010  | 2011  | 2012  | 2013  | 2014  | 2015  | 2016  |
| ----- | ----- | ----- | ----- | ----- | ----- | ----- |
| 5575  | ↗5594 | ↘5393 | ↘5242 | ↘5135 | ↘5072 | ↘4959 |
| 2017  | 2018  | 2019  | 2020  | 2021  | 2024  | 2025  |
| ↘4891 | ↘4860 | ↘4847 | ↘4810 | ↗5162 | ↘5030 | ↗5043 |

Население по данным 2011 года — 5594 человека.

## Населённые пункты
В состав поселения входят 5 населённых пунктов:
| № | Населённый пункт | Тип  | Население |
| - | ---------------- | ---- | --------- |
| 1 | Восточное        | село | ↘2996     |
| 2 | Малиновка        | село | ↗197      |
| 3 | Ровное           | село | ↗125      |
| 4 | Чёрная Речка     | село | ↗1519     |
| 5 | Чистополье       | село | ↗325      |